# USP6
USP6 («карбоксил-концевая гидролаза убиквитина 6»; англ. Ubiquitin carboxyl-terminal hydrolase 6; КФ:3.4.19.12) — фермент. Продукт гена USP6, который присутствует только у приматов.

## Каталитическая активность
Тиол-зависимый гидролиз эфирных, тиоэфирных, пептидных и изопептидных связей у C-концевого глицина убиквитина (небольшой белок, состоящий из 76 аминокислот, который присоединяется к белкам как внутриклеточная метка).

## Функция
Гидролаза USP6 является деубиквитиназой с АТФ-независимой изопептидазной активностью, которая отщепляет C-конечную часть убиквитина. Фермент также катализирует свою собственную деубиквитинизацию, причём последняя активность обнаруживается In vitro только у изоформы 2 и отсутствует у изоформы 3. USP6 стимулирует локализацию ARF6 на плазматической мембране и селективно регулирует ARF6-зависимый эндоцитозный транспорт белков. Способен инициировать опухолеобразование за счёт индуцирования продукции матриксных металлопротеиназ после активации фактора транскрипции NF-κB.

## В патологии
Транслокация USP6 ассоциирована с возникновением остеолитической костной неоплазмы аневризмальная костная киста (ABC). В клетках саркомы Юинга фермент USP6 запускает продукцию интерферона.

## Структура
Фермент состоит из 1 406 аминокислот, молекулярная масса 158,7 кДа.